# Maximilian Schell
Maximilian Schell (Vienna, 8 dicembre 1930 – Innsbruck, 1º febbraio 2014) è stato un attore e regista austriaco con cittadinanza svizzera, vincitore nel 1962 del premio Oscar al miglior attore per la sua interpretazione nel film Vincitori e vinti (1961).

## Biografia
Maximilian Schell nacque a Vienna, in Austria, figlio di Margarethe Noé von Nordberg, un'attrice, e di Hermann Ferdinand Schell, poeta svizzero e proprietario di una farmacia. I suoi genitori erano entrambi cattolici. La famiglia Schell lasciò Vienna nel 1938 per "fuggire da Hitler" dopo l'Anschluss, quando l'Austria fu annessa alla Germania nazista. Si stabilirono a Zurigo, in Svizzera. A Zurigo, Schell crebbe leggendo i classici e all'età di dieci anni scrisse la sua prima opera teatrale. In seguito frequentò per un anno l'Università di Zurigo, nella quale giocava a calcio e scriveva per il giornalino dell'ateneo.
Alla fine della seconda guerra mondiale andò in Germania Ovest, dove si iscrisse all'Università di Monaco e studiò filosofia e storia dell'arte. Schell tornò poi a Zurigo, dove servì per un anno nell'esercito svizzero. Si riscrisse all'Università di Zurigo per poi passare all'Università di Basilea, dove studiò per sei mesi. Durante questo periodo, iniziò a recitare in alcune opere teatrali al Theater Basel e decise di intraprendere la carriera di attore. La sorella maggiore, Maria Schell, era anch'essa un'attrice. Essi avevano altri due fratelli: Carl e Immy (Immaculata) Schell.
Schell debuttò come attore cinematografico nel 1955 nel film All'est si muore. Successivamente recitò in altri sette film prima di recarsi negli Stati Uniti. Nel 1958 venne invitato negli Stati Uniti per recitare a Broadway nell'opera teatrale Interlock, di Ira Levin. Fece il suo debutto a Hollywood nel film bellico I giovani leoni (1958), nel quale recitavano anche Marlon Brando e Montgomery Clift.
Nel 1960 ritornò in Germania Ovest dove interpretò il ruolo di Amleto nel film televisivo Amleto. Insieme a Laurence Olivier, Schell è considerato "uno dei migliori Amleto della storia". È stato diretto da molti grandi registi fra cui Vittorio De Sica, Fred Zinnemann, Sam Peckinpah e, in uno spettacolo teatrale, da Robert Altman. Nel 1962 vinse il premio Oscar al miglior attore protagonista per la sua interpretazione nel film Vincitori e vinti. Divenne così famoso in tutto il mondo, ottenendo ruoli sia per il cinema che per la televisione. Fu candidato altre due volte: nel 1976 di nuovo come protagonista per The Man in the Glass Booth (e nello stesso anno prese parte al film Candidato all'obitorio), nel 1978 come miglior attore non protagonista per Giulia. Nel 1979 partecipò al film Amo non amo. Collaborò anche col maestro Leonard Bernstein per il programma tv musicale Bernstein/Beethoven, in cui Bernstein presentava tutte le maggiori composizioni del compositore tedesco e Schell lo interpretava di persona.
Schell morì a Innsbruck il 1º febbraio 2014 all'età di 83 anni per una polmonite. È sepolto nel cimitero Zentralfriedhof di Vienna, accanto alla sorella Maria.

## Vita privata
Padrino di battesimo di Angelina Jolie  , nel 1986 si sposò con Natal'ja Eduardovna Andrejčenko, conosciuta sul set della miniserie tv Pietro il Grande, da cui  nel 1989 ebbe una figlia, Nastassja. La coppia divorziò nel 2005.
Il 20 agosto 2013 convolò nuovamente a nozze con la cantante Iva Mihanovic; i due rimasero insieme per solo cinque mesi, fino alla morte di lui. 

## Filmografia

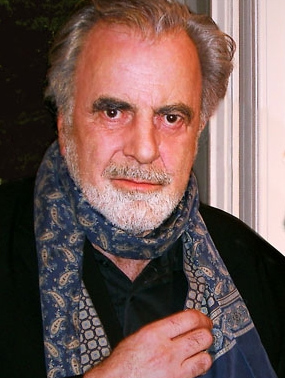
Maximilian Schell nel 2006

### Attore

#### Cinema
- All'est si muore (Kinder, Mütter und ein General), regia di László Benedek (1955)
- Operazione walkiria (Der 20. Juli), regia di Falk Harnack (1955)
- Reifende Jugend, regia di Ulrich Erfurth (1955)
- La ragazza delle Fiandre (Ein Mädchen aus Flandern), regia di Helmut Käutner (1956)
- Die Ehe des Dr. med. Danwitz, regia di Arthur Maria Rabenalt (1956)
- Ein Herz kehrt heim, regia di Eugen York (1956)
- Taxichauffeur Bänz, regia di Werner Duggelin (1957)
- Gli ultimi saranno i primi (Die Letzten werden die Ersten sein), regia di Rolf Hansen (1957)
- I giovani leoni (The Young Lions), regia di Edward Dmytryk (1958)
- Kinder der Berge, regia di Georg Tressler (1958)
- Vincitori e vinti (Judgment at Nuremberg), regia di Stanley Kramer (1961)
- Signora di lusso (Five Finger Exercise), regia di Daniel Mann (1962)
- I sequestrati di Altona, regia di Vittorio De Sica (1962)
- Cronache di un convento (The Reluctant Saint), regia di Edward Dmytryk (1962)
- Topkapi, regia di Jules Dassin (1964)
- Dimensione della paura (Return from the Ashes), regia di J. Lee Thompson (1965)
- Chiamata per il morto (The Deadly Affair), regia di Sidney Lumet (1966)
- La fuga di Marek (The Desperate Ones), regia di Alexander Ramati (1967)
- Sinfonia di guerra (Counterpoint), regia di Ralph Nelson (1967)
- Il castello (Das Schloß), regia di Rudolf Noelte (1968)
- Krakatoa, est di Giava (Krakatoa, East of Java), regia di Bernard L. Kowalski (1969)
- Simon Bolivar, regia di Alessandro Blasetti (1969)
- Primo amore (Erste Liebe), regia di Maximilian Schell (1970)
- Paulina 1880, regia di Jean-Louis Bertuccelli (1972)
- La papessa Giovanna (Pope Joan), regia di Michael Anderson (1972)
- Il pedone (Der Fußgänger), regia di Maximilian Schell (1973)
- Dossier Odessa (The Odessa File), regia di Ronald Neame (1974)
- I dokimi, regia di Jules Dassin (1974)
- The Man in the Glass Booth, regia di Arthur Hiller (1975)
- Quel rosso mattino di giugno (Sarajevski atentat), regia di Veljko Bulajić (1975)
- Candidato all'obitorio (St. Ives), regia di J. Lee Thompson (1976)

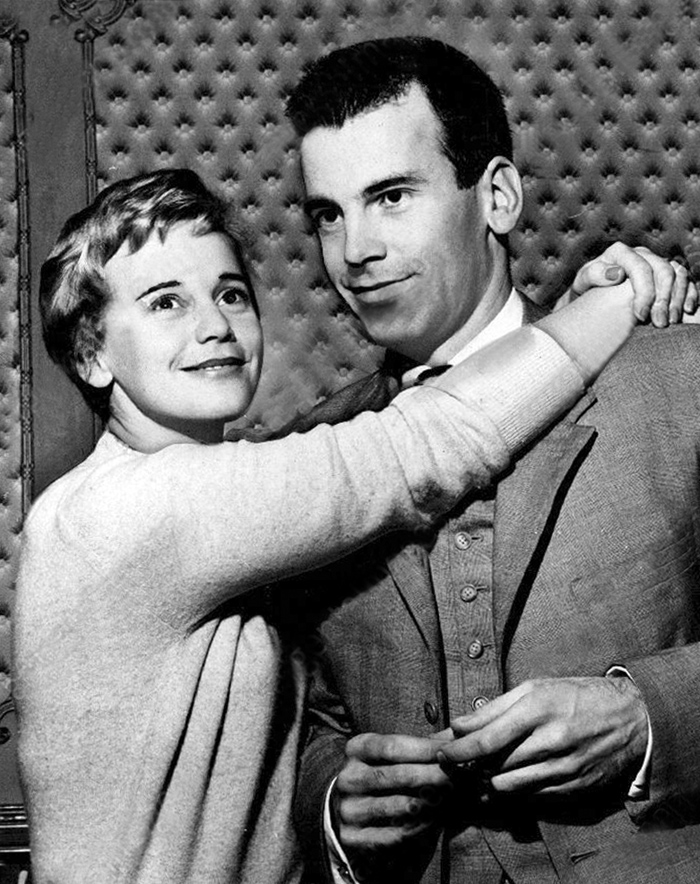
Maximilian Schell con la sorella, l'attrice Maria Schell.

- La croce di ferro (Cross of Iron), regia di Sam Peckinpah (1977)
- Quell'ultimo ponte (A Bridge Too Far), regia di Richard Attenborough (1977)
- Giulia (Julia), regia di Fred Zinnemann (1977)
- L'ultimo gioco (Players), regia di Anthony Harvey (1979)
- Geschichten aus dem Wienerwald, regia di Maximilian Schell (1979)
- Avalanche Express, regia di Mark Robson (1979)
- Amo non amo, regia di Armenia Balducci (1979)
- The Black Hole - Il buco nero (The Black Hole), regia di Gary Nelson (1979)
- Arch of Triumph, regia di Daniel Mann (1980)
- Gli eletti (The Chosen), regia di Jeremy Kagan (1981)
- Les Îles, regia di Iradj Azimi (1983)
- Morgen in Alabama, regia di Norbert Kückelmann (1984)
- Assisi Underground (The Assisi Underground), regia di Alexander Ramati (1985)
- Laughter in the Dark, regia di Laszlo Papas (1986)
- An American Place, regia di Maximilian Schell (1988)
- The Rose Garden, regia di Fons Rademakers (1989)
- Il boss e la matricola (The Freshman), regia di Andrew Bergman (1990)
- Sulle orme del vento (A Far Off Place), regia di Mikael Salomon (1993)
- Justiz, regia di Hans W. Geißendörfer (1993)
- Little Odessa, regia di James Gray (1994)
- The Vampyre Wars, regia di Hugh Parks (1996)
- Through Roses, regia di Jurgen Flimm (1997)
- Telling Lies in America - Un mito da infrangere (Telling Lies in America), regia di Guy Ferland (1997)
- The Eighteenth Angel, regia di William Bindley (1998)
- Left Luggage, regia di Jeroen Krabbé (1998)
- Vampires, regia di John Carpenter (1998)
- Deep Impact, regia di Mimi Leder (1998)
- Wer liebt, dem wachsen Flügel..., regia di Gabriel Barylli (1999)
- I Love You, Baby, regia di Nick Lyon (2000)
- Fisimatenten, regia di Jochen Kuhn (2000)
- Festival in Cannes, regia di Henry Jaglom (2001)
- Das Haus der schlafenden Schönen, regia di Vadim Glowna (2006)
- The Brothers Bloom, regia di Rian Johnson (2008)
- Flores negras, regia di David Carreras (2009)

#### Televisione
- Der Meisterdieb – film TV (1958)
- Die Bernauerin – film TV (1958)
- Die sechste Frau – film TV (1959)
- Playhouse 90 – serie TV, episodi "Child of Our Time" e "Judgment at Nuremberg" (1959)
- Westinghouse Desilu Playhouse – serie TV, episodio 1x23 (1959)
- Eine Dummheit macht auch der Gescheiteste – film TV (1959)
- The Fifth Column – film TV (1960)
- Buick-Electra Playhouse – serie TV, episodio "The Fifth Column" (1960)
- Sunday Showcase – serie TV, episodio "Turn the Key Deftly" (1960)
- Alcoa Theatre – serie TV, episodio "The Observer" (1960)
- Family Classics: The Three Musketeers – film TV (1960)
- Amleto (Hamlet, Prinz von Dänemark) – film TV (1960)
- Der Seidene Schuh – miniserie TV (1965)
- Die venezianischen Zwillinge – film TV (1966)
- Polvere di stelle (Bob Hope Presents the Chrysler Theatre) – serie TV, episodio "A Time to Love" (1967)
- Heidi, regia di Delbert Mann – film TV (1968)
- Il diario di Anna Frank, regia di Boris Sagal – film TV (1980)
- Il fantasma dell'opera (The Phantom of the Opera) – film TV (1983)
- Pietro il Grande (Peter the Great) – miniserie TV (1986)
- Oltre la legge - L'informatore (Wiseguy) – serie TV, 6 episodi (1990)
- E Caterina... regnò (Young Catherine) – film TV (1991)
- Rose White (Miss Rose White) – film TV (1992)
- Stalin, regia di Ivan Passer – film TV (1992)
- Candles in the Dark – film TV (1993)
- Abramo (Abraham) – miniserie TV (1994)
- Uccelli di rovo - Gli anni mancanti (The Thorn Birds: The Missing Years) – film TV (1996)
- Biography – serie TV, episodio "Judy Garland: Beyond the Rainbow" (1997)
- Giovanna d'Arco (Joan of Arc) – miniserie TV (1999)
- The Song of the Lark – film TV (2001)
- Liebe, Lügen, Leidenschaft – miniserie TV (2002)
- Der Bestseller - Mord auf italienisch – film TV (2002)
- Coast to Coast – film TV (2003)
- Alles Glück dieser Erde – film TV (2003)
- The Return of the Dancing Master – film TV (2004)
- Un tuffo verso l'amore (Die Liebe eines Priesters) – film TV (2005)
- La clinica tra i monti - Il ritorno del Dr. Daniel (Die Alpenklinik) – film TV (2006)
- I cercatori di conchiglie (The Shell Seekers) – film TV (2006)
- Il principe e la fanciulla (Der Fürst und das Mädchen) – serie TV (2003-2007)
- Giganten – serie TV, episodio "Einstein - Superstar der Wissenschaft" (2007)
- Essenze d'amore (Die Rosenkönigin), regia di Peter Weck – film TV (2007)

#### Cortometraggi
- Letters of Mozart - Briefe Mozarts (1964)
- The Song of the Lark (1997)

### Regista
- Alles zum Guten (1967) Film TV
- Primo amore (Erste Liebe) (1970)
- Il pedone (Der Fußgänger) (1973)
- Assassinio sul ponte (Der Richter und sein Henker) (1975)
- Geschichten aus dem Wienerwald (1979)
- Marlene (1984) Documentario
- An American Place (1988)
- Candles in the Dark (1993) Film TV
- Meine Schwester Maria (2002) Documentario

### Sceneggiatore
- Letters of Mozart - Briefe Mozarts – cortometraggio (1964)
- Il castello (Das Schloß) (1968)
- Primo amore (Erste Liebe), regia di Maximilian Schell (1970)
- Trotta, regia di Johannes Schaaf (1971)
- Il pedone (Der Fußgänger), regia di Maximilian Schell (1973)
- Assassinio sul ponte (Der Richter und sein Henker) (1975)
- Geschichten aus dem Wienerwald (1979)
- Marlene – documentario (1984)
- Meine Schwester Maria – documentario (2002)

### Produttore
- Il castello (Das Schloß) (1968)
- Il pedone (Der Fußgänger) (1973)
- Assassinio sul ponte (Der Richter und sein Henker) (1975)
- Ansichten eines Clowns (1976)
- Geschichten aus dem Wienerwald (1979)
- Les Îles (1983)
- Die Föhnforscher (1985)

#### Produttore esecutivo
- Meine Schwester Maria (2002) Documentario

### Doppiaggio
- Assassinio sul ponte (Der Richter und sein Henker) (1975)

## Riconoscimenti
- German Film Awards 1956 – Candidatura come miglior attore protagonista per Ein Mädchen aus Flandern
- New York Film Critics Circle Awards 1961 – Miglior attore per Vincitori e vinti
- BAFTA Awards 1962 – Candidatura come miglior attore straniero per Vincitori e vinti
- Golden Globe 1962 – Miglior attore in un film drammatico per Vincitori e vinti
- Premi Oscar 1962 – Miglior attore protagonista per Vincitori e vinti
- German Film Awards 1968 – Candidatura come miglior attore protagonista per Das Schloß
- San Sebastián International Film Festival 1970 – Miglior attore per Erste Liebe
- German Film Awards 1974 – Candidatura come miglior regista per Il pedone
- Golden Globe 1976 – Candidatura come miglior attore per The Man in the Glass Booth
- Premi Oscar 1976 – Candidatura come miglior attore protagonista per The Man in the Glass Booth
- New York Film Critics Circle Awards 1977 – Miglior attore non protagonista per Giulia
- National Society of Film Critics Awards 1977 – Miglior attore non protagonista per Giulia
- Golden Globe 1978 – Candidatura come miglior attore non protagonista per Giulia
- Premi Oscar 1978 – Candidatura come miglior attore non protagonista per Giulia
- Chicago International Film Festival – Candidatura come miglior film per Marlene
- German Film Awards 1990 – Premio onorario
- Golden Globe 1992 – Miglior attore non protagonista per Stalin
- Pula Film Festival – Miglior regista straniero per Meine Schwester Maria
- Chicago International Film Festival – Candidatura come miglior documentario per Meine Schwester Maria
- Bayerischer Filmpreis 2006
- Bambi Awards 2009 – Premio alla carriera

## Doppiatori italiani
- Giuseppe Rinaldi in Vincitori e vinti, Chiamata per il morto, Sinfonia di guerra, Krakatoa, est di Giava, Simon Bolivar, La croce di ferro
- Sergio Graziani in Topkapi, Pietro il Grande, Little Odessa, Vampires
- Dario Penne in Il diario di Anna Frank, Sulle orme del vento, Il principe e la fanciulla
- Paolo Ferrari in Dossier Odessa, Quel rosso mattino di giugno
- Oreste Rizzini in Avalanche Express, Assisi Underground
- Emilio Cigoli in I giovani leoni
- Giulio Bosetti in Amleto[13][14]
- Giancarlo Sbragia in I sequestrati di Altona
- Pino Locchi in Cronache di un convento
- Sergio Fantoni in Candidato all'obitorio
- Marcello Tusco in Giulia
- Stefano Satta Flores in Amo non amo
- Antonio Colonnello in The Black Hole - Il buco nero
- Nando Gazzolo in Il boss e la matricola
- Michele Kalamera in E Caterina... regnò
- Walter Maestosi in Abramo
- Angelo Nicotra in Uccelli di rovo - Gli anni mancanti
- Saverio Indrio in Telling Lies in America - Un mito da infrangere
- Luciano De Ambrosis in Deep Impact

Nel film Quell'ultimo ponte è lasciato in lingua originale.